# Geocapromys
Geocapromys é um gênero de roedor da família Capromyidae.

## Espécies
- Geocapromys brownii (J. Fischer, 1829)
- Geocapromys ingrahami (J. A. Allen, 1891)
- †Geocapromys thoracatus (True, 1888)
- †Geocapromys columbianus (J. Fischer, 1829)
- †Geocapromys megas
- †Geocapromys pleistocenicus